# Raymond, Wisconsin
Raymond là một thị trấn thuộc quận Racine, tiểu bang Wisconsin, Hoa Kỳ. Năm 2010, dân số của thị trấn này là 3.748 người.